# Jack Laugher
Jack Laugher, född 30 januari 1995 i Harrogate, är en engelsk simhoppare.
Laugher deltog i både EM och VM i simhopp för juniorer år 2010. Vid båda tävlingarna vann han guld från både enmeters- och tremeterssvikten. Laugher representerade även Storbritannien vid Samväldesspelen år 2010. År 2012 tävlade han för Storbritannien i herrarnas svikt vid  sommar-OS i London, dock utan att ta sig vidare från den inledande rundan. Vid olympiska sommarspelen 2016 i Rio de Janeiro tog han en silvermedalj i den individuella svikten och en guldmedalj i parhoppningen i svikt tillsammans med Chris Mears.
I augusti 2021 vid OS i Tokyo tog Laugher brons i svikthopp från 3 meter.